# Flugplatz Brandis-Waldpolenz

i7
i11
i13
Der Flugplatz Brandis-Waldpolenz war ein deutscher Fliegerhorst im ehemaligen Muldentalkreis in Sachsen.
Der Flugplatz hatte einen eigenen Gleisanschluss an der Bahnstrecke Beucha–Trebsen.

## Geschichte
Der Flugplatz wurde für die Blindflugschule 1 1934/1935 mit einer 1800 Meter langen und 80 Meter breiten Start- und Landebahn (SLB) erbaut. Der Flugplatz wurde unter anderem als Erprobungsplatz der Junkers AG in Dessau genutzt, so wurde hier unter anderem das Experimentalflugzeug Sack AS-6 getestet. Eine zweite SLB sowie eine Endmontagehalle für den Raketenjäger Me 163 konnte bis zum Ende des Zweiten Weltkrieges nicht fertiggestellt werden. Von November 1943 bis Anfang April 1944 rüstete hier die II./Kampfgeschwader 1 auf die Heinkel He 177 um. In den Jahren 1944/45 wurde der Platz mehrfach durch die United States Army Air Forces (USAAF) bombardiert sowie durch ein deutsches Sprengkommando beschädigt. Die folgende Tabelle zeigt eine Auflistung ausgesuchter fliegender aktiver Einheiten (ohne Schul- und Ergänzungsverbände) der Luftwaffe die hier zwischen 1939 und 1945 stationiert waren.
| Von           | Bis            | Einheit                                                  | Ausrüstung                                               |
| ------------- | -------------- | -------------------------------------------------------- | -------------------------------------------------------- |
| August 1939   | September 1939 | Stab, I./JG 3 (Stab und I. Gruppe des Jagdgeschwaders 3) | Messerschmitt Bf 109E                                    |
| Oktober 1939  | Oktober 1939   | Wekusta 1 (Wettererkundungsstaffel 1)                    | Heinkel He 111, Junkers Ju 86P                           |
| August 1943   | Mai 1944       | IV./NJG 5 (IV. Gruppe des Nachtjagdgeschwaders 5)        | Messerschmitt Bf 110C-7, Bf 110G-2, Bf 110G-4, Bf 110F-4 |
| November 1943 | April 1944     | II./KG 1 (II. Gruppe des Kampfgeschwaders 1)             | Heinkel He 177A-3                                        |
| März 1944     | Mai 1940       | III./NJG 5                                               | Messerschmitt Bf 110G-4, Bf 110F-4                       |
| April 1944    | August 1944    | I./KG 1                                                  | Heinkel He 177A-3                                        |
| Juli 1944     | September 1944 | Erg.St./JG 400                                           | Messerschmitt Me 163A, Me 163B                           |
| August 1944   | August 1944    | II./KG 1                                                 | Heinkel He 177A-3, He 177A-5                             |
| August 1944   | April 1945     | I./JG 400                                                | Messerschmitt Me 163B-1, Me 163B-2                       |
| Dezember 1944 | Februar 1945   | II./JG 400                                               | Messerschmitt Me 163B-1                                  |
| März 1945     | März 1945      | II./LG 1 (II. Gruppe des Lehrgeschwaders 1)              | Junkers Ju 88A-4, Ju 88S-3                               |
| April 1945    | April 1945     | I., III./JG 7                                            | Messerschmitt Me 262A-1                                  |

Am 17. April 1945 besetzte die USAAF das Gelände, am 2. Juli 1945 dann die Rote Armee. In den beiden darauffolgenden Jahren wurden die beschädigten Flugplatzgebäude wiederaufgebaut oder abgerissen. Im Jahr 1954 wurden die ersten MiG-15-Strahljäger stationiert, später lagen in Brandis hauptsächlich Schlachtflieger- und Hubschraubereinheiten. Von 1955 bis 1961 wurde Brandis hauptsächlich als Reserveplatz genutzt. Etwa ab 1960 erfolgte der kontinuierliche Ausbau der Infrastruktur, die SLB wurde verlängert, eine Vorstartlinie sowie neue Rollwege angelegt. Seit Anfang der 1960er-Jahre war hier das 239. selbständige Garde-Hubschrauberregiment mit Mi-4, Mi-6, Mi-8 und Mi-10 stationiert. In den 1970er Jahren kamen eine Wartungshalle für die ab 1969 stationierten Hubschrauber Mi-2 einer selbständigen Hubschrauberabteilung und weitere Wohngebäude für die stationierten Militärangehörigen hinzu. Ein Wechsel der Stationierung folgte 1977, die Transporthubschrauber verließen den Standort Richtung Oranienburg. Stattdessen folgte das 225. selbständige Kampfhubschrauberregiment mit Mi-8 und Mi-24, das 1985 weiter nach Allstedt verlegte. In den Jahren 1985/86 wurde aufgrund der Neustationierung des 357. selbständigen Schlachtfliegerregiments die Vorstartlinie erneuert und offene Splitterschutzbauten für die Flugzeuge angelegt. Im Jahr 1989 wurde das 485. selbständige Hubschrauberregiment auf dem Flugplatz neu formiert; es setzte sich aus vier anderen auf mehreren Flugplätzen stationierten Kampfhubschrauberstaffeln zusammen. Aufgrund Platzmangels verließ daher die wenige Jahre zuvor hier stationierte 269. Drohnenstaffel den Flugplatz Richtung Dresden-Hellerau.
Die letzten Flüge sowjetischer Einheiten erfolgten im April 1992 durch Su-25-Flugzeuge des 357. selbständigen Schlachtfliegerregiments und am 29. Mai gleichen Jahres durch Mi-8 und Mil Mi-24 des 485. selbständigen Hubschrauberregiments. Im August fanden die letzten Materialtransporte durch An-12 und Il-76 statt. Anschließend wurde das Gelände an die deutschen Behörden übergeben.
| Von  | Bis  | Einheit | Ausrüstung                                | Anmerkungen |
| ---- | ---- | --- | ----------------------------------------- | --- |
| 1948 | 1949 | 133. Gw IAP (Gardejagdfliegerregiment, ab 1949 684. Gw IAP)                                                  | Jak-3 und Jak-9                           | eventuell der 234. IAD (Jagdfliegerdivision) unterstellt |
| 1949 | 1951 | 845. IAP (Jagdfliegerregiment)                                                                               | Jak-9                                     | |
| 1952 | 1953 | 197. Gw TAP (Gardetransportfliegerregiment)                                                                  | Li-2                                      | |
| 1953 | 1954 | unbekanntes SchAP (Schlachtfliegerregiment)                                                                  | IL-10                                     | Bezeichnung nicht sicher, lediglich der Gardestatus ist bekannt |
| 1954 | 1956 | 31. Gw IAP (?)                                                                                               | MiG-15                                    | Stationierung nicht gesichert, in Frage kommt auch der Standort Falkenberg |
| 1962 | 1977 | 239. Gw OWP (Selbständiges Gardehubschrauberregiment)                                                        | Mi-4, Mi-6, Mi-8 und Mi-10                | Aufstellung am 11. Juni 1938 als 239. OAP (Selbständiges Fliegerregiment) und unter anderem mit Li-2 ausgerüstet (Stand August 1945); über Fernost und Ungarn im November 1959 in der DDR zunächst in Fürstenwalde stationiert, ab 1962 in Brandis und im September 1977 nach Oranienburg verlegt, Direktunterstellung unter den Stab der GSSD       |
| 1969 | 1989 | unbekannte OWO (Hubschrauberabteilung) 330. OWE OP (Selbständige Hubschrauberstaffel zur Feuerunterstützung) | Mi-2 und Mi-8, später auch Mi-9 und Mi-24 | Teil der AA (Armeefliegerkräfte) mit Unterstellung zur 9. TD (Panzerdivision) in Riesa |
| 1977 | 1985 | 225. OBWP (Selbständiges Kampfhubschrauberregiment)                                                          | Mi-8 und Mi-24                            | Aufstellung in den 1970ern als Verband der AA, spätestens in den 1980ern der 1. Gw TA (Gardepanzerarmee) in Dresden unterstellt, zum Großteil in Allstedt stationiert, im Mai 1991 als erster Verband der AA aus Deutschland abgezogen und nach Protassowo verlegt                                                                                   |
| 1985 | 1986 | 327. OWE OP                                                                                                  | Mi-2, Mi-8, Mi-9 und Mi-24                | Verband der AA mit Unterstellung zur 57. Gw MSD (Motorisierte Gardeschützendivision) in Naumburg |
| 1985 | 1992 | 357. OSchAP (Selbständiges Schlachtfliegerregiment)                                                          | Su-25 und L-39                            | Aufstellung im Oktober 1984 in Pruschany, im Oktober 1985 nach Brandis verlegt, Bestand im Juli 1986: 35 Flugzeuge, am 23. März 1992 Rückverlegung der ersten sechs L-39 nach Russland, im April 1992 Abgabe von acht Su-25 an das 368. OSchAP in Tutow, Rückverlegung der restlichen Su-25 vom 22. bis 28. April 1992 von Brandis nach Buturlinowka |
| 1985 | 1989 | 269. OEBSR (Selbständige Staffel unbemannter Aufklärungsflugzeuge)                                           | WR-3 (Aufklärungsdrohne)                  | der 1. Gw TA in Dresden unterstellt; 1989 nach Dresden–Hellerau verlegt; dort bis 1990 |
| 1989 | 1992 | 485. OWP BU (Selbständiges Hubschrauberregiment der Kampf- und Gefechtsführung)                              | Mi-8, Mi-9 und Mi-24                      | Verband der AA; aufgestellt 1988 mit Unterstellung unter die 1. Gw TA in Dresden, Anfangsbestand 18 Hubschrauber, eine Staffel war bis Juni 1991 in Merseburg stationiert, Rücküberführung staffelweise jeweils am 25., 27. und 29. Mai 1992 nach Alakurtti                                                                                          |

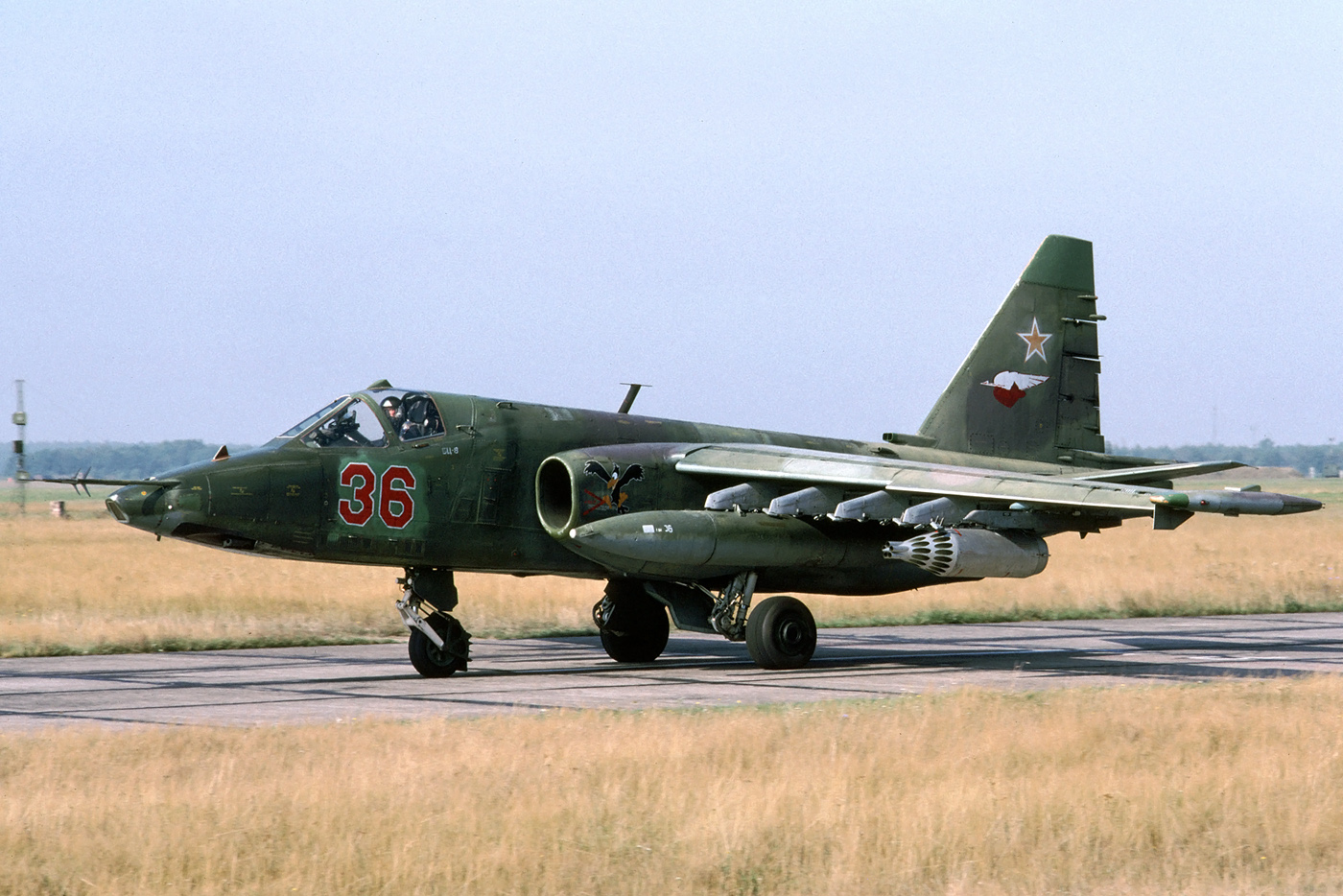
Su-25 des 357. OSchAP in Brandis (1991)

Im Jahr 1994 wurde das Gelände an einen Privatmann zur Nutzung verpachtet. Bis 2005 war der Flugplatz für Sichtflug (VFR) geöffnet. Unter anderem gab es hier eine Flugschule und der Leipziger Anbieter für Luft-Taxi-Dienste und Rundflüge mit Hubschraubern, LipsAir, hatte hier seine Basis. Seit dem 30. Oktober 2005 ist der Platz geschlossen.

## Gegenwart
In den Jahren 2007 bis 2008 sowie 2011 errichtete ein Unternehmen aus Wörrstadt auf dem ehemaligen Flugplatzgelände den Solarpark Waldpolenz.
2012 wurde mit der Planung und Realisierung einer Biogasanlage begonnen. Die Anlage wurde im September 2013 in Betrieb genommen. Im März 2021 sind noch 24 Gebäude, darunter zwei Typen von ostblocktypischen Häusern, Garagengebäude, wo Fahrzeuge jeglicher Art Platz fanden, ein Tower, eine Kaserne und zwei weitere Arten von Gebäuden, wo nicht geklärt ist, welche Funktion diese einnahmen, vorhanden. Des Weiteren stehen noch alle drei Hangars, wobei zwei sehr stark beschädigt sind. Der besser erhaltene Hangar wurde bis 2005 vom Leipziger Unternehmen Lipsair AG genutzt und später als Airsoft-Halle. Vorhanden sind weiterhin sechs verschiedene Typen von Bunkeranlagen wie Luftschutzbunker für Personen, Stromgeneratoren oder Heizanlagen, Bunker für Boden- und Luftfahrzeuge und zwei Bunker ungeklärter Funktion. Eine genaue Anzahl der Bunkeranlagen ist nicht bekannt, da viele sehr versteckt liegen und/oder nicht zugänglich sind. Überall auf dem Gelände sind Zugänge zur ehemaligen Kanalisation, wobei alle bis auf einen Zugang verfüllt sind.

## Varia
- Für die Erweiterung des Flugplatzes in den 1940er-Jahren wurde die Villa des Leipziger Textilunternehmers und Widerstandskämpfers Walter Cramer enteignet und abgerissen. Eine Infotafel am ehemaligen Standort der Villa etwas außerhalb von Leulitz (Bennewitz) an der Start- und Landebahn erinnert heute an das Gebäude und seinen Besitzer.[8]
- Im Jahr 1970 wurde die angeblich stark geschädigte Turmhaube mit Laterne der Kirche Polenz in Polenz abgetragen. Gründe dafür waren neben fehlenden Baukapazitäten wohl auch das Bestreben der DDR-Behörden, Einblick in den nahe gelegenen Flugplatz Brandis-Waldpolenz, der von der Sowjetarmee der UdSSR genutzt wurde, zu verhindern.

## Galerie

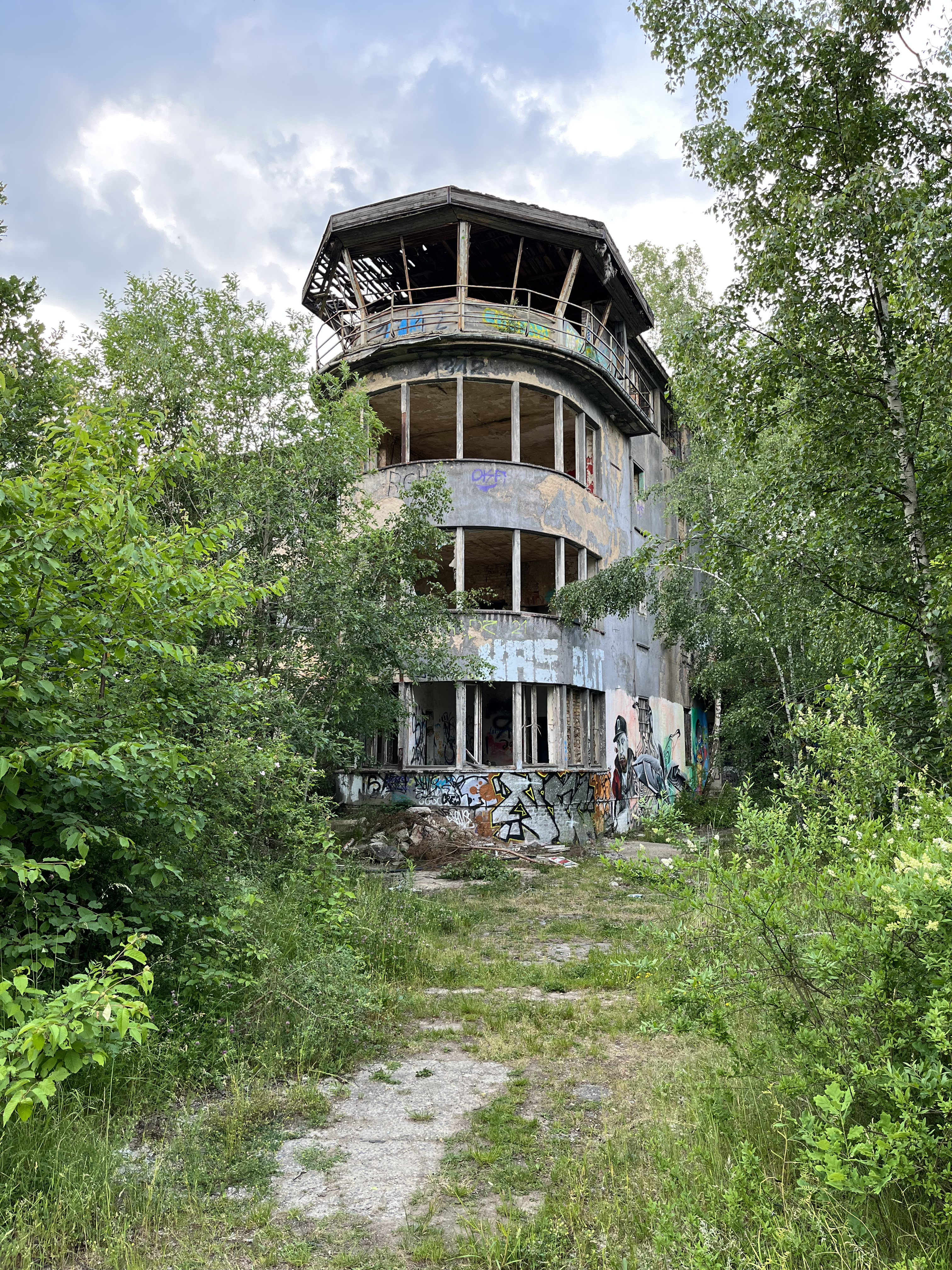
Flugleitung (im Flugplatzplan von 1935 als Befehlsstand bezeichnet)
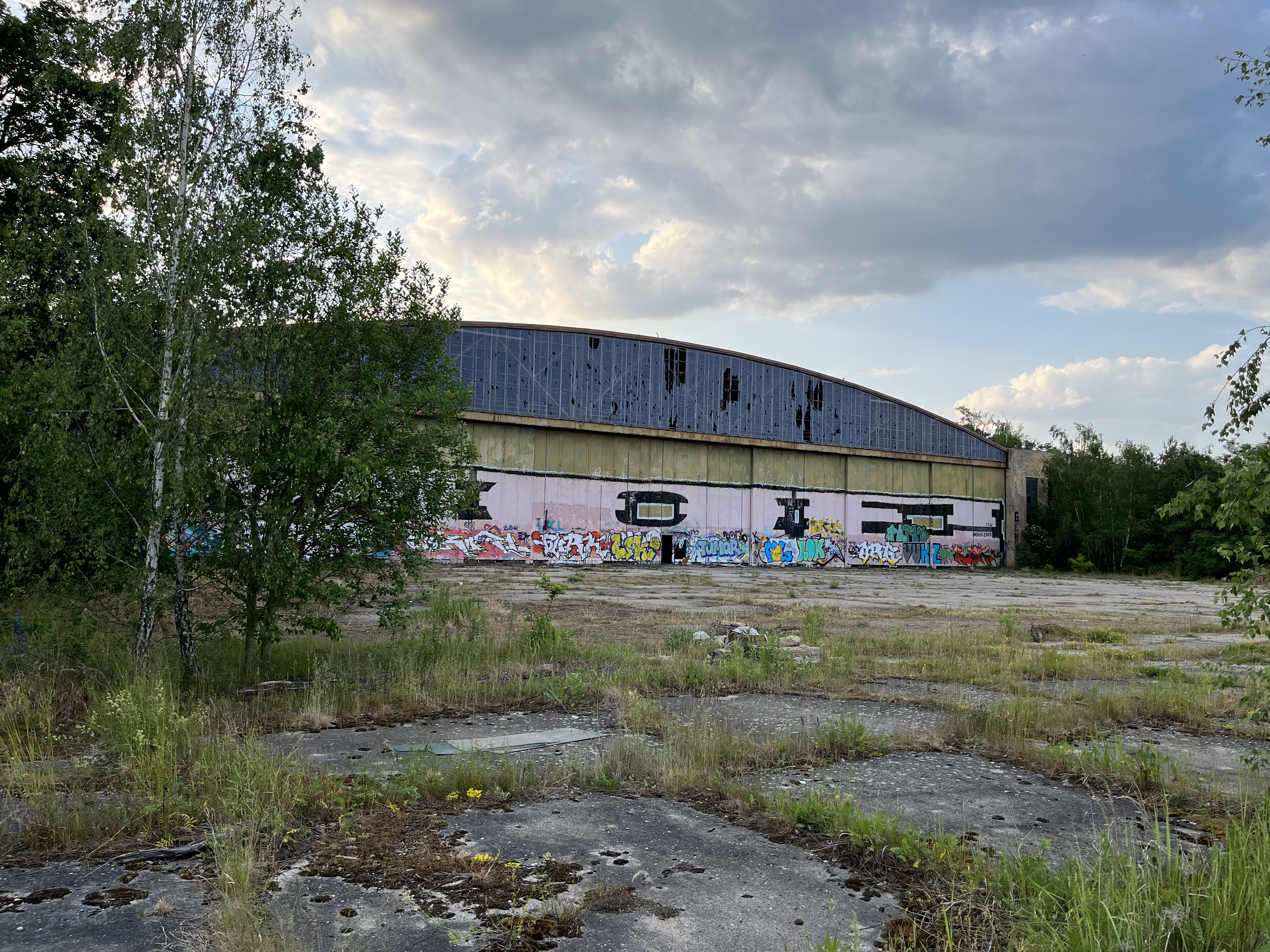
Flugzeughalle 4
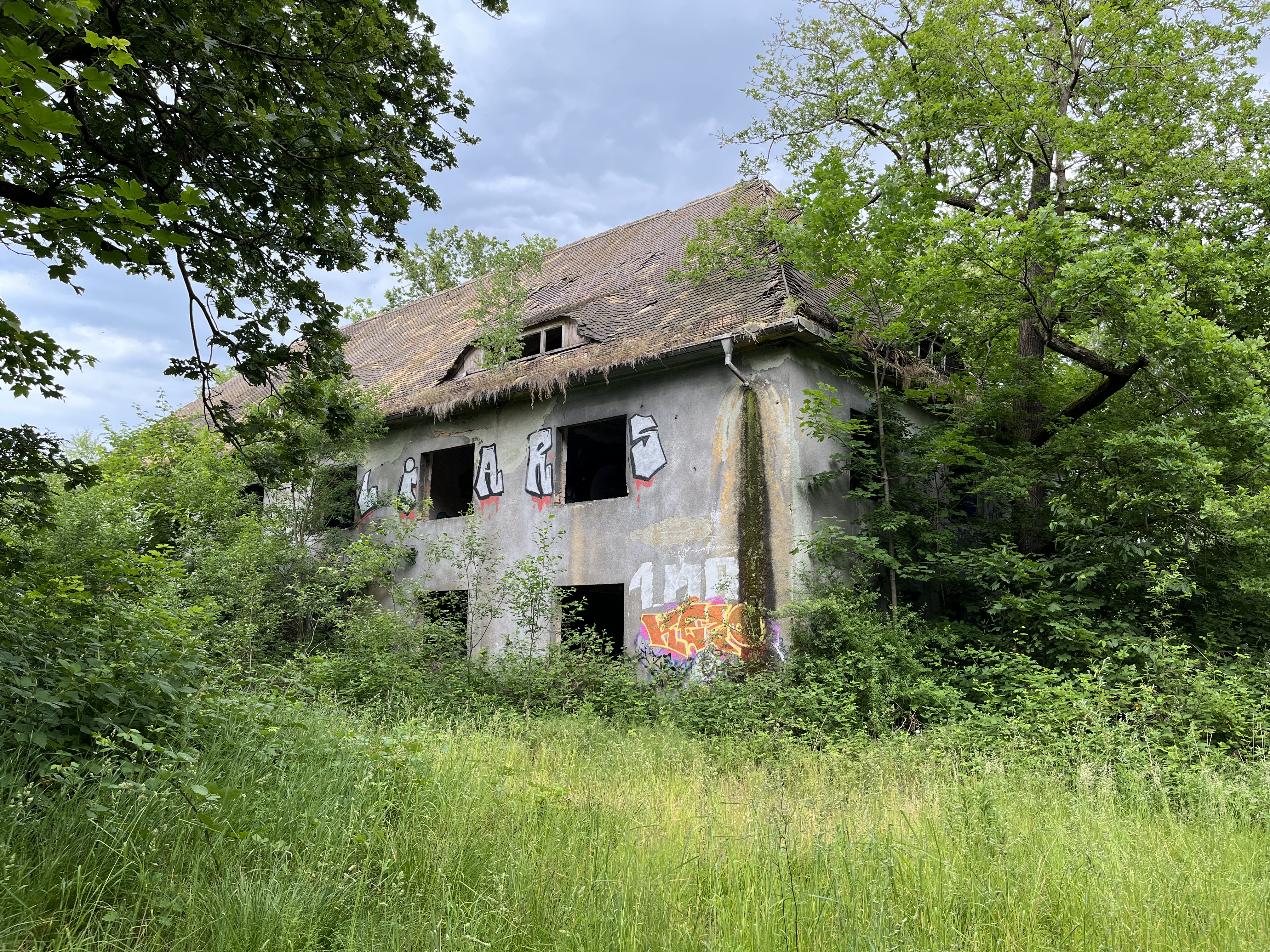
Mannschaftsgebäude mit Fledermausgaube (Haus 32)
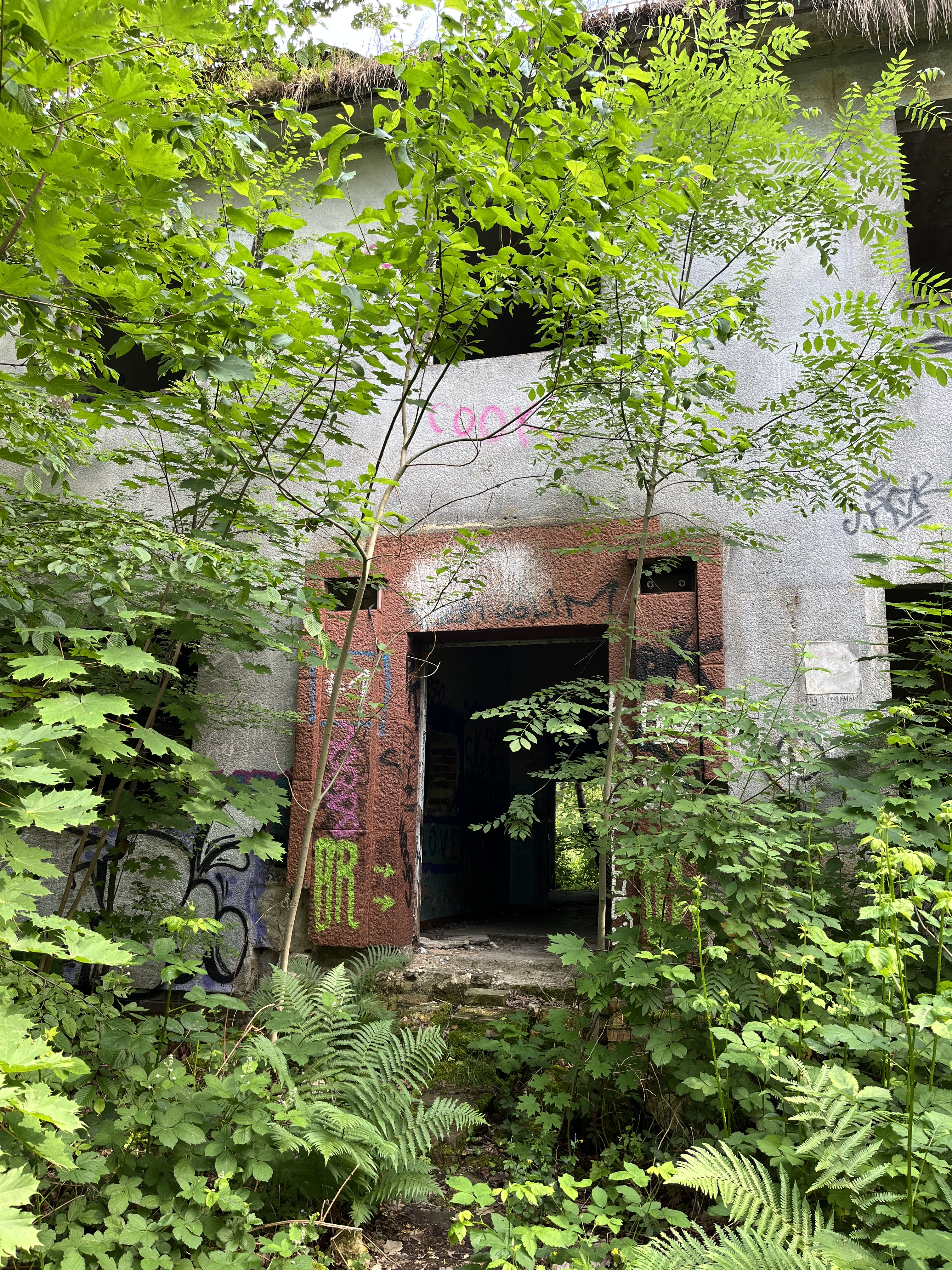
Repräsentative Türgewände aus Quarzporphyr von Haus 31 (zu sowj. Zeit Krankenstation)
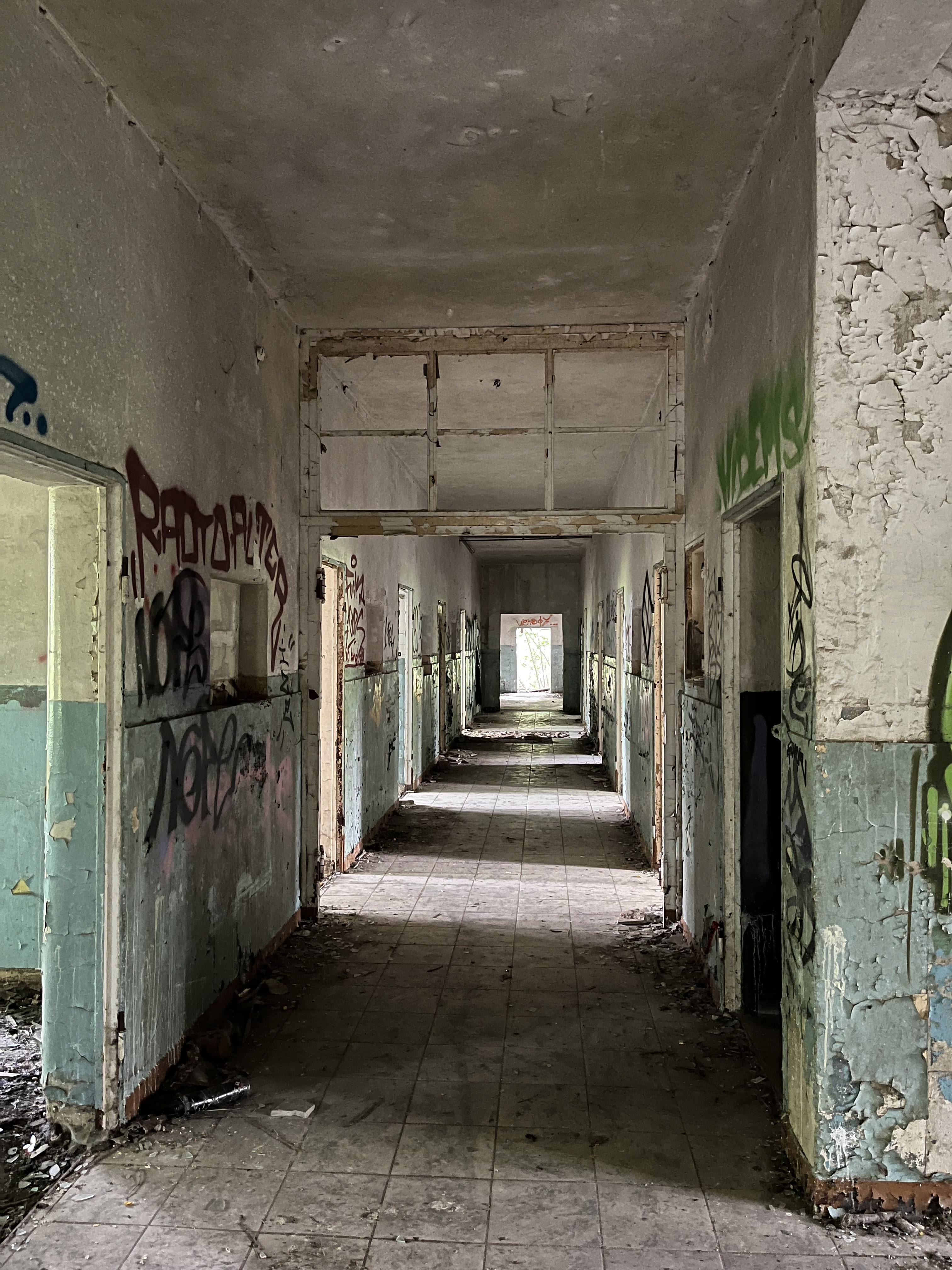
Flur in Haus 31
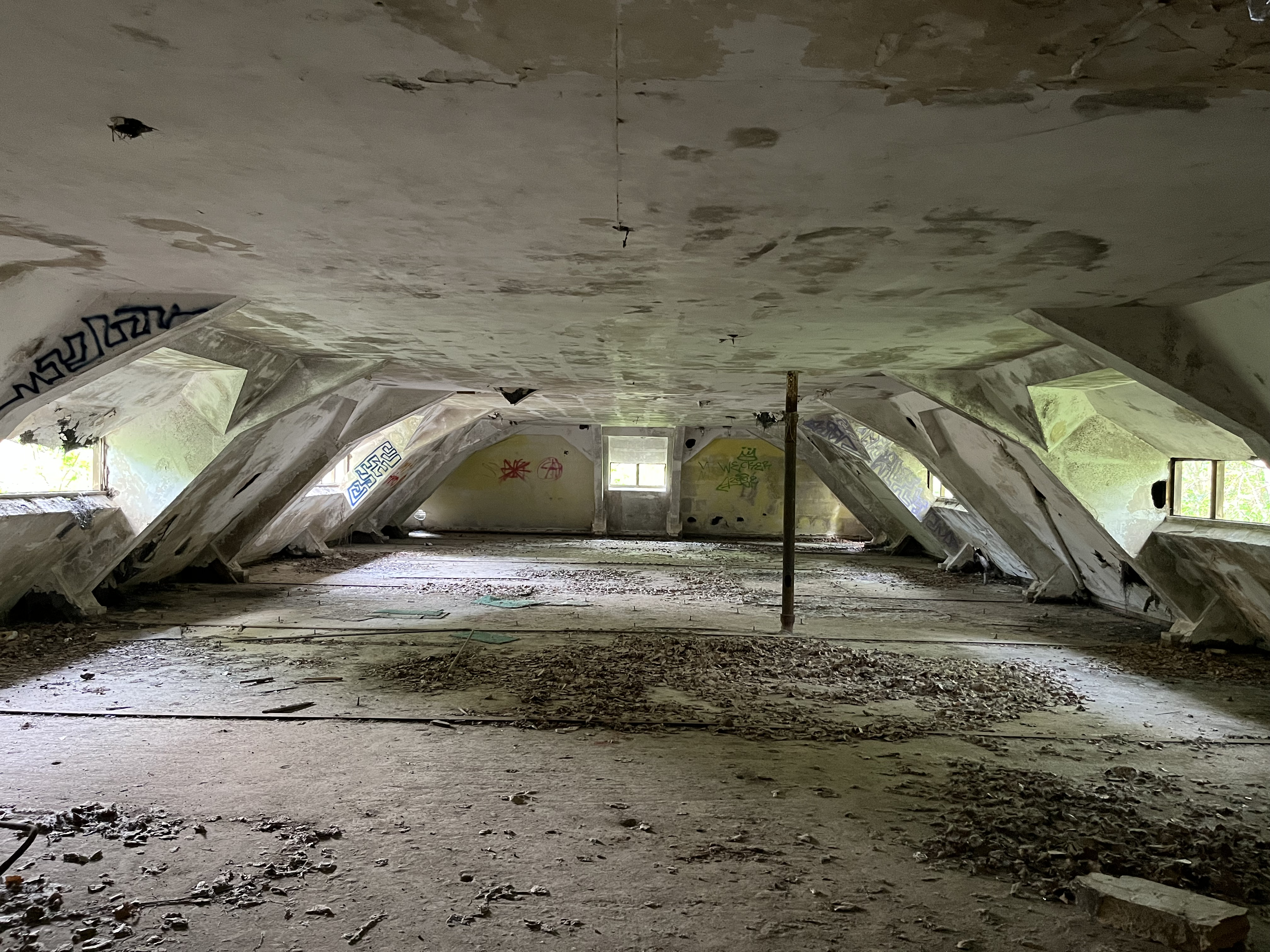
Dachkonstruktion in Haus 31
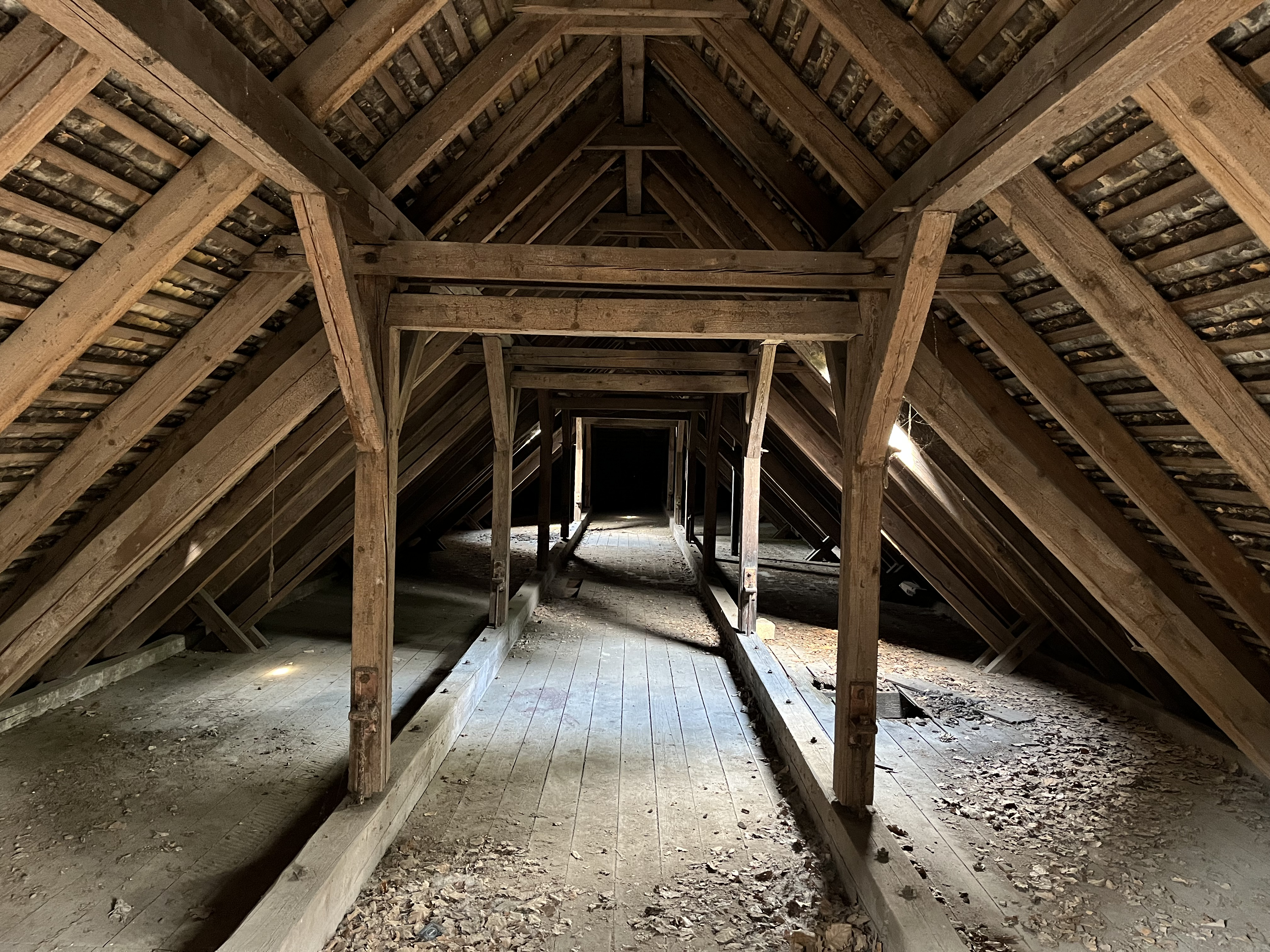
Dachstuhl in Haus 31
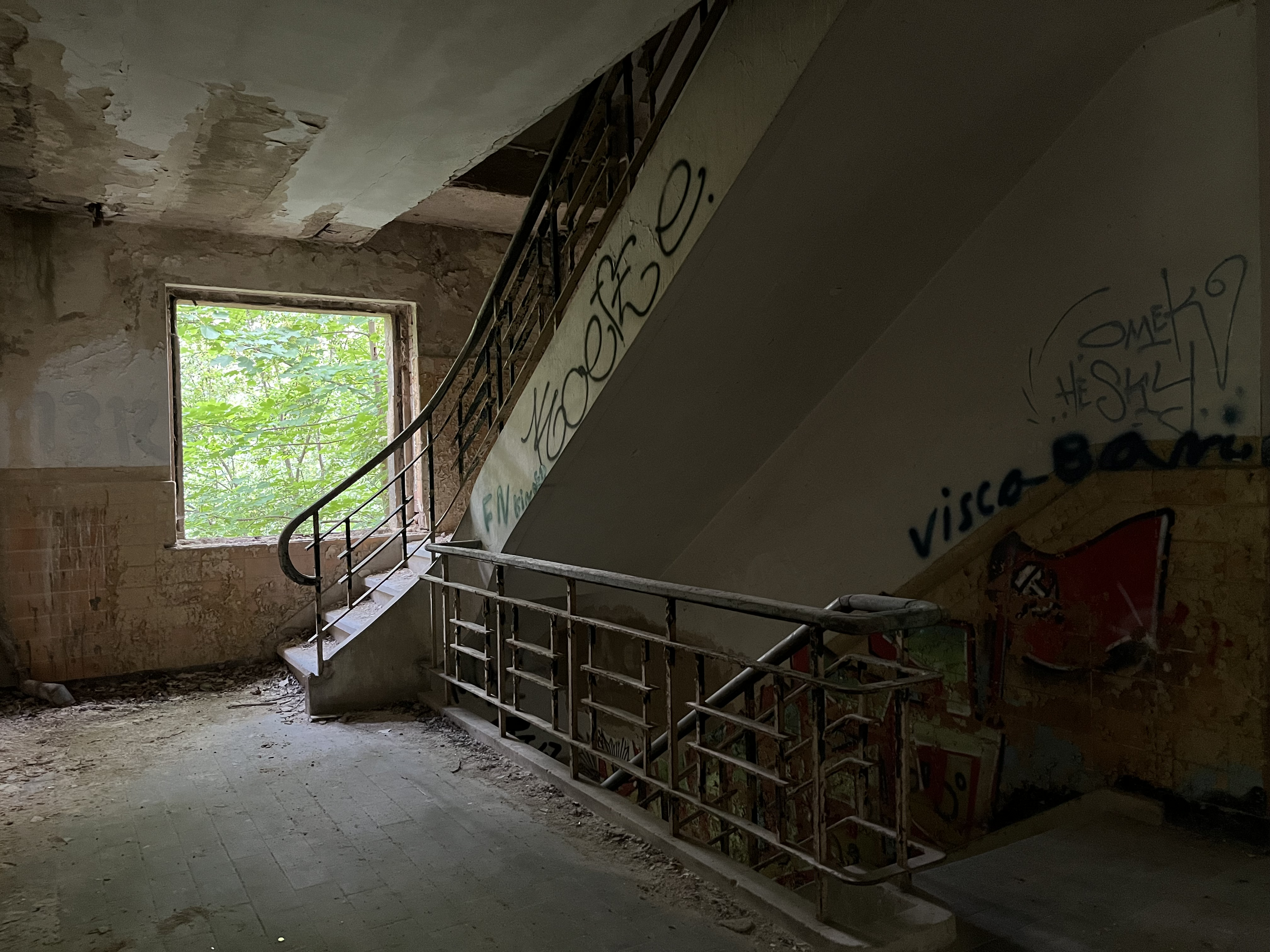
Dekoratives Treppengeländer in Haus 34
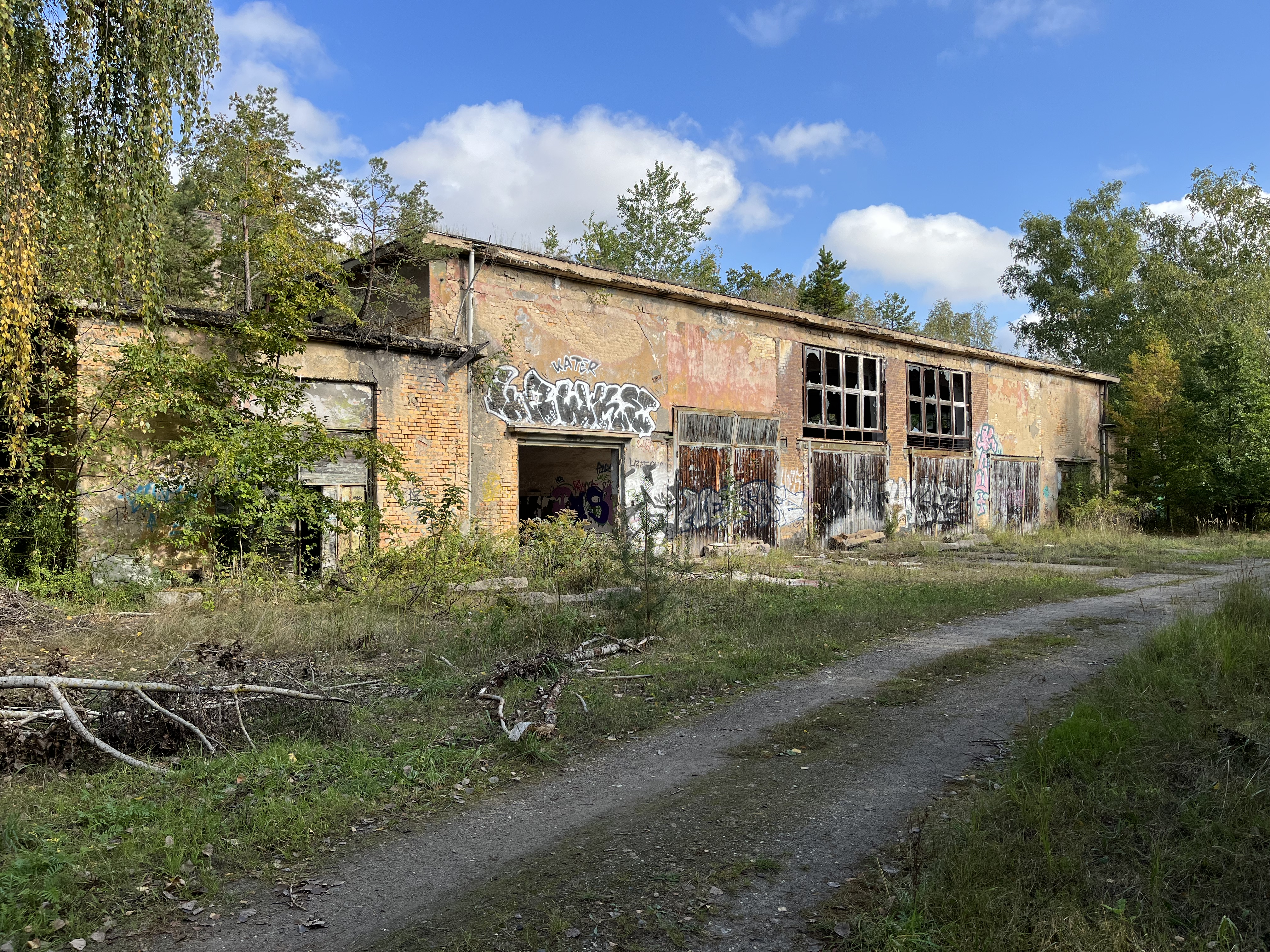
KFZ-Meisterei
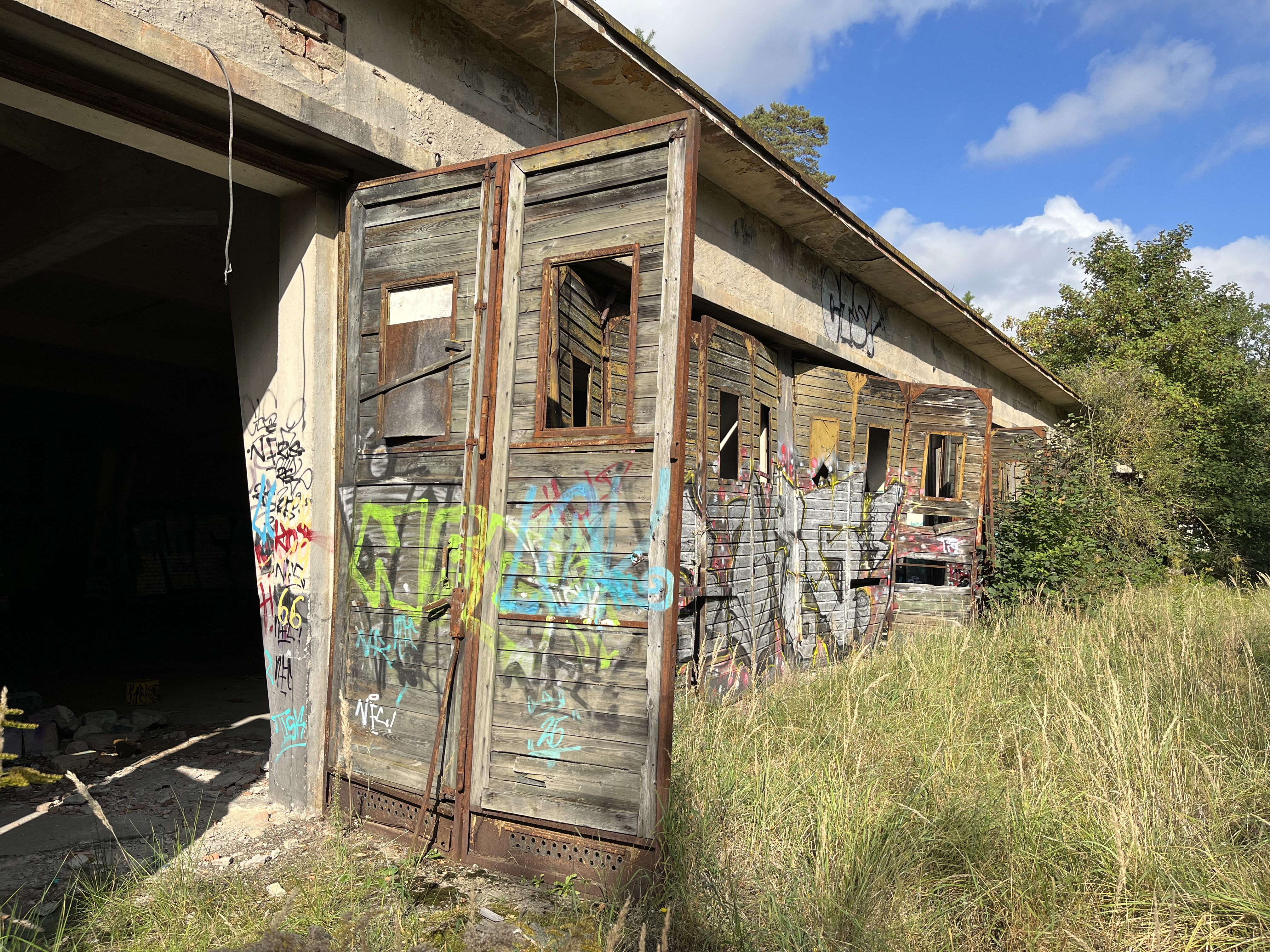
Kraftwagenhallen
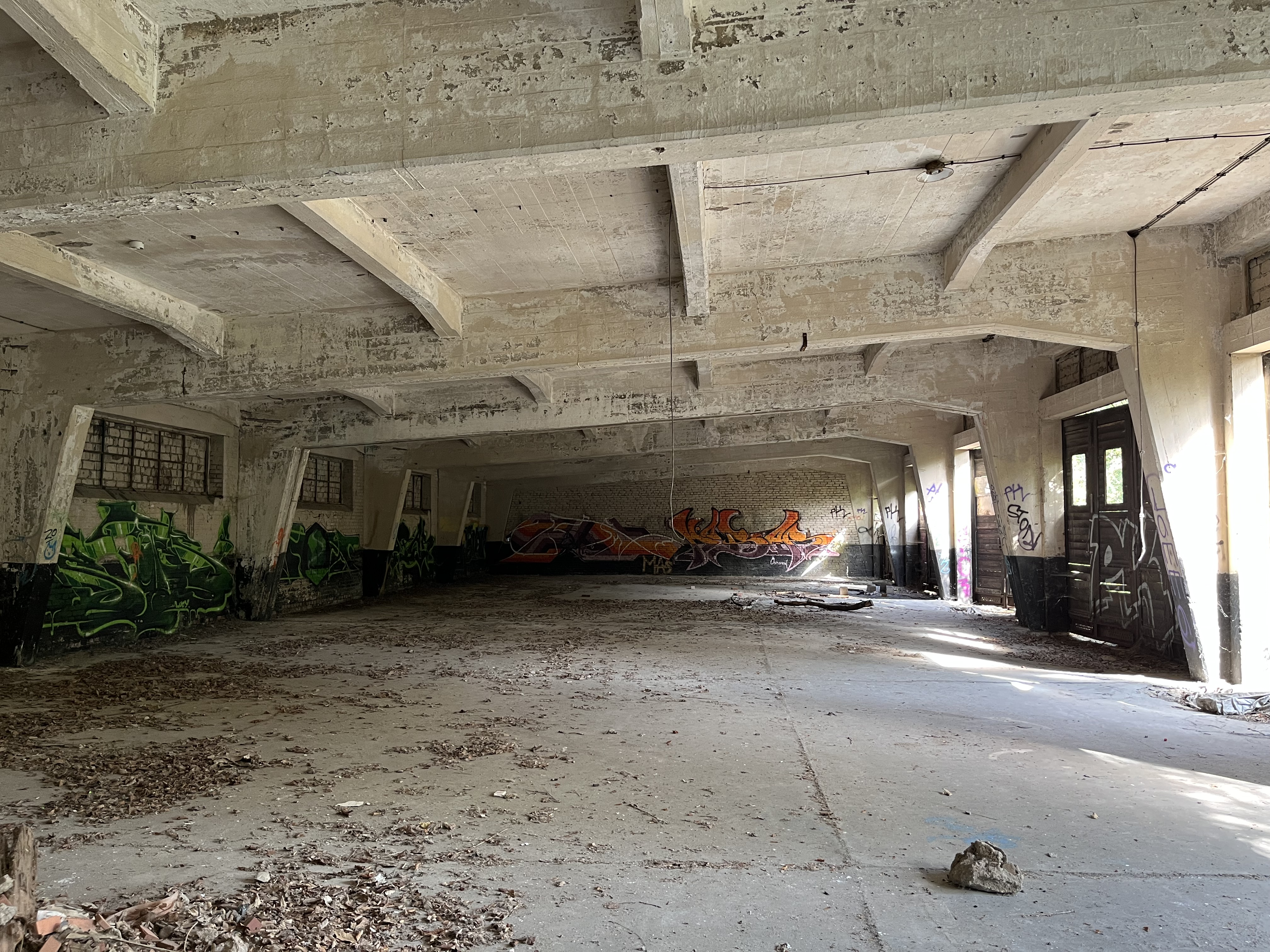
Kraftwagenhallen innen
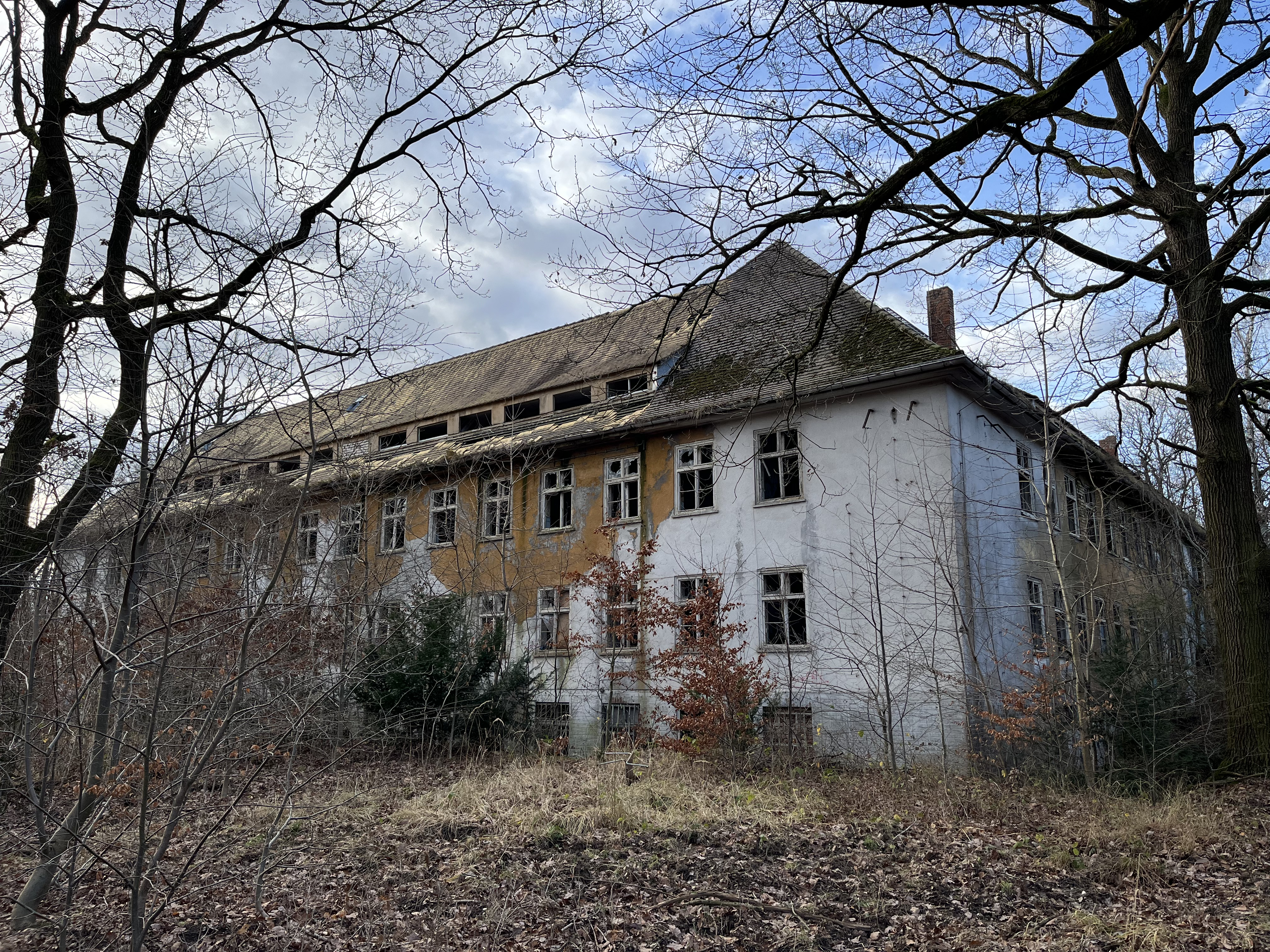
Kommandantur (später Schule) mit winkelförmigem Grundriss
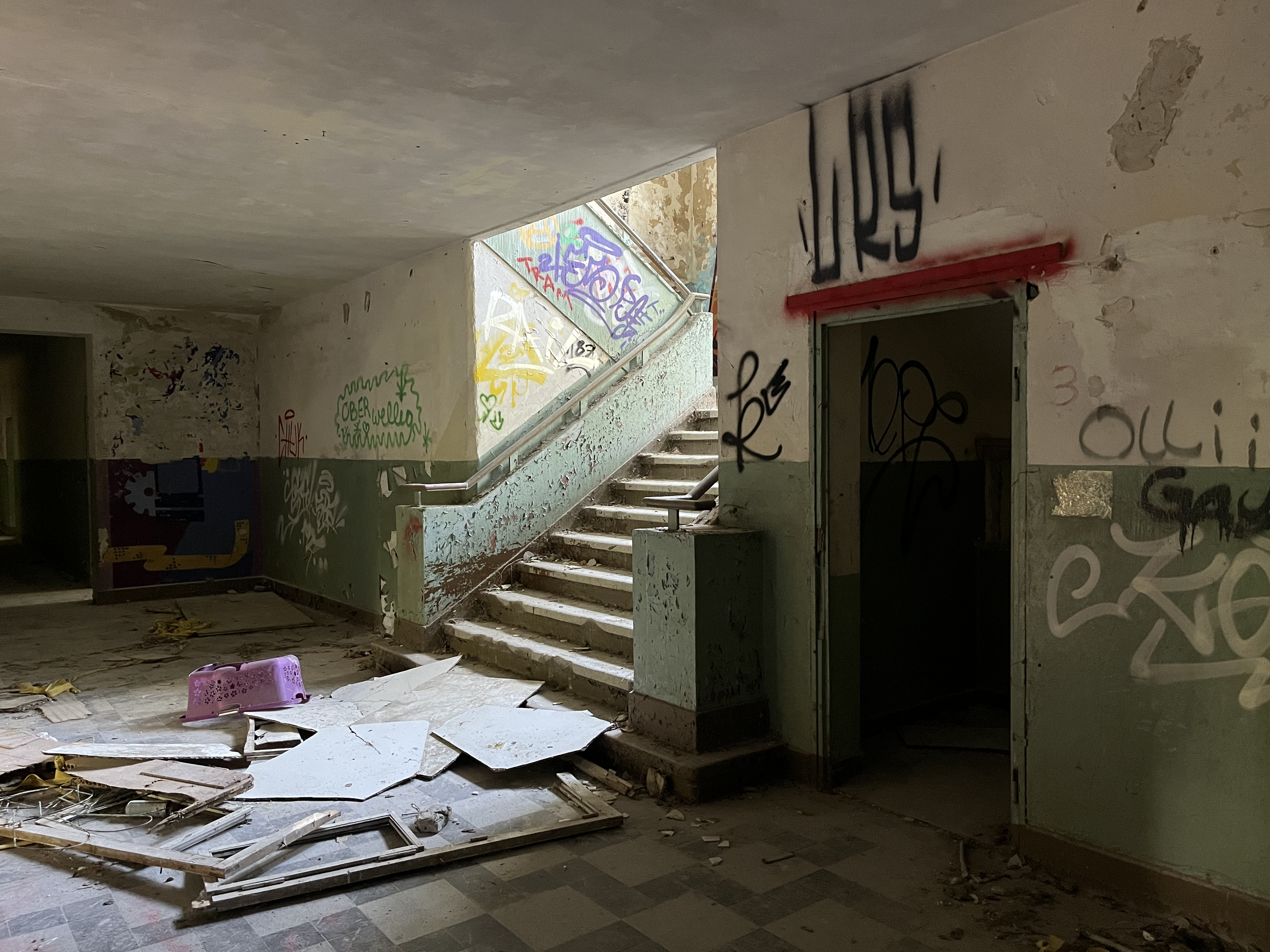
Eingangsbereich der Kommandantur
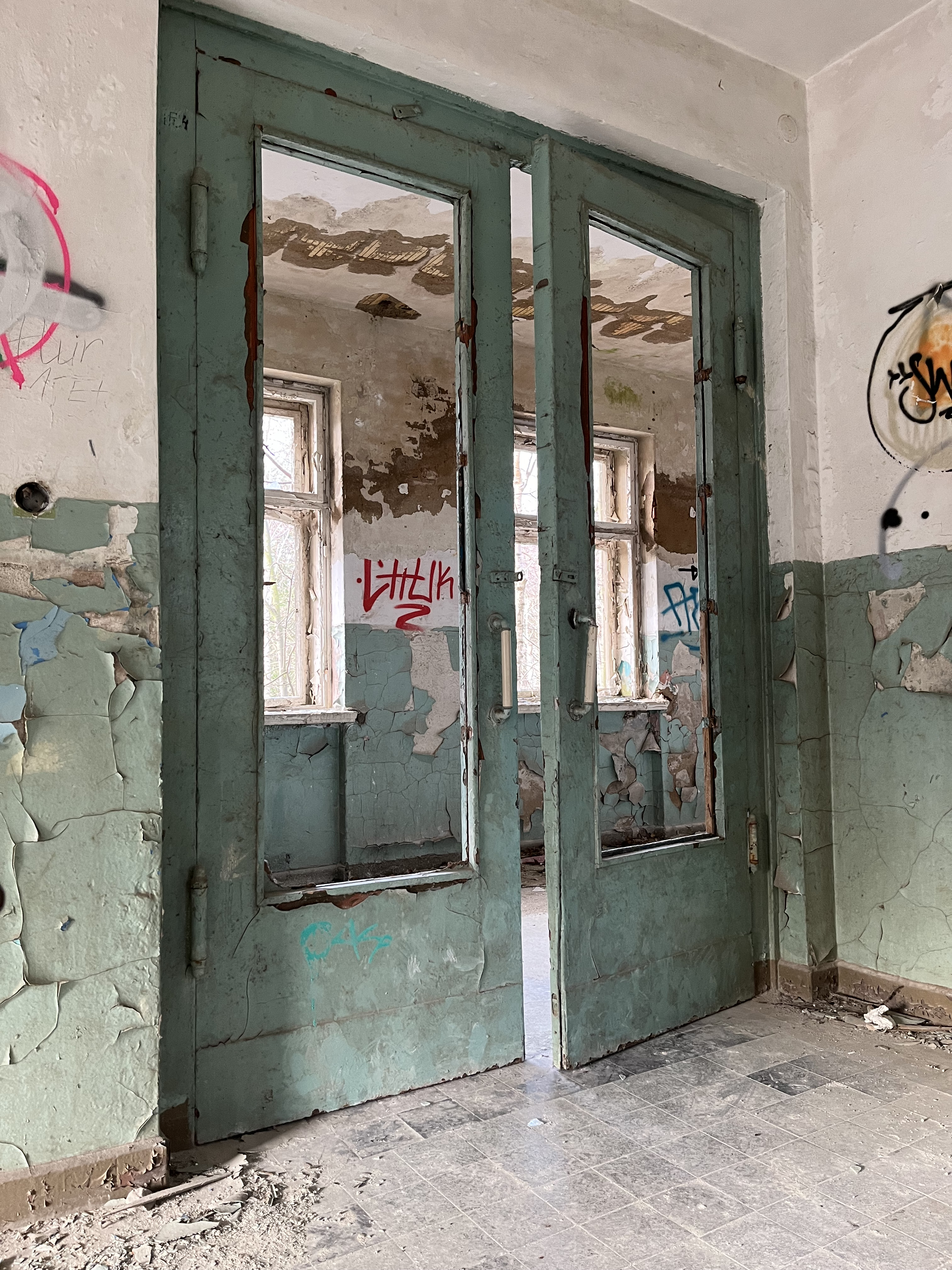
Zweiflüglige Schwingtür zum Treppenhaus der Kommandantur
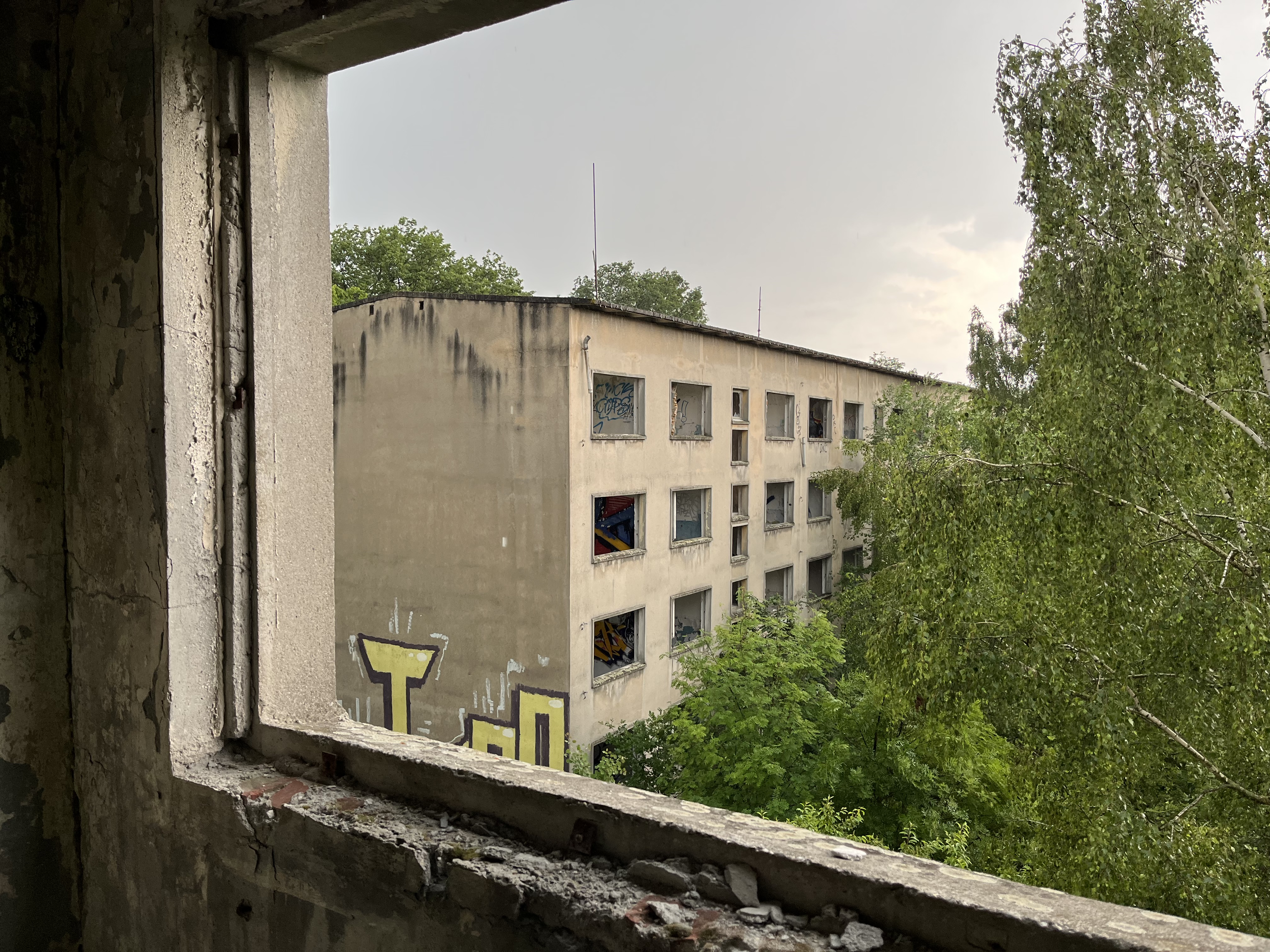
Wohnblöcke aus sowjetischer Zeit
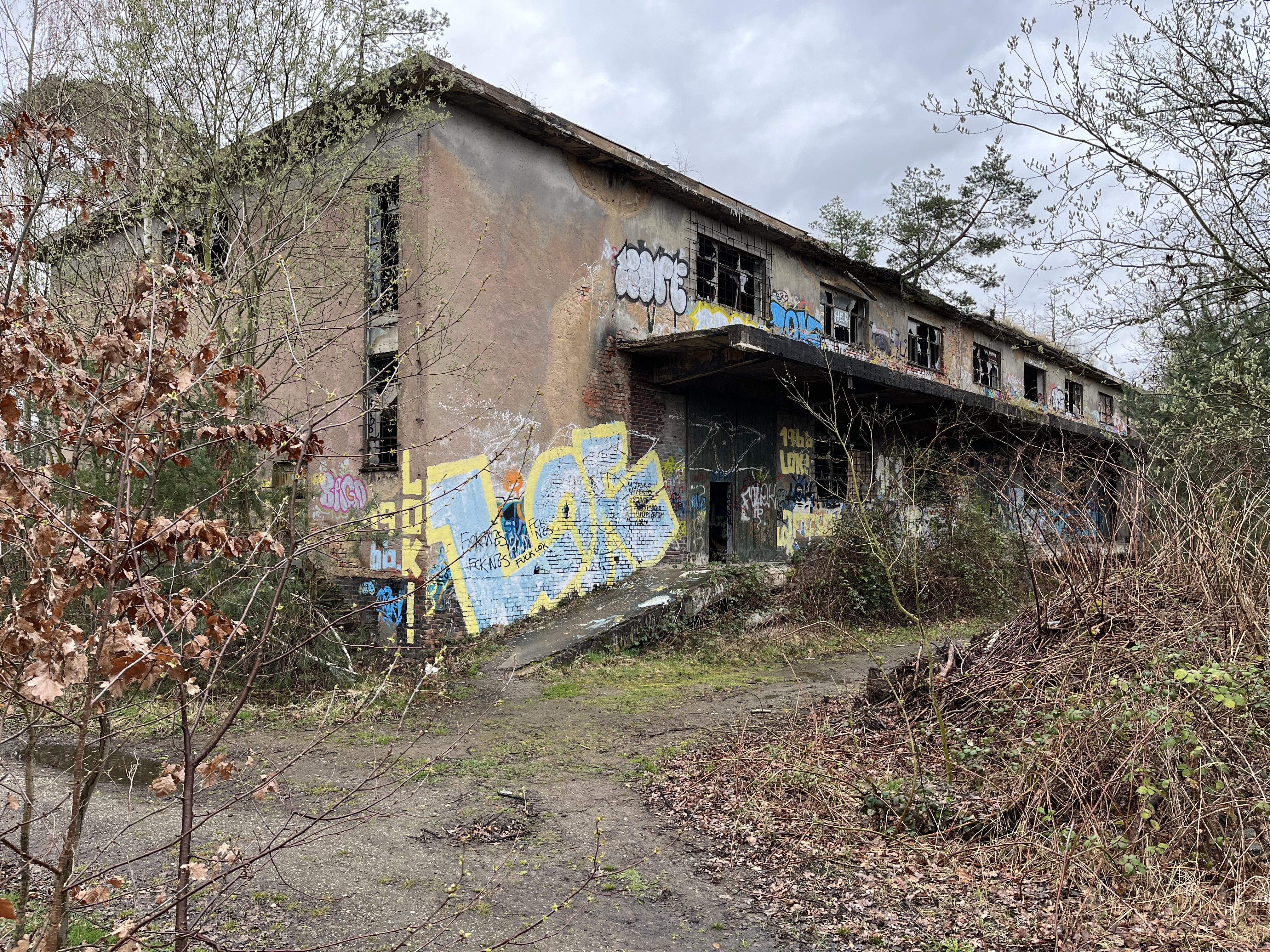
Bahnhof/Maschinenhalle im Bauhaus-Stil mit Flachdach, Betondecken und überdachter Rampe
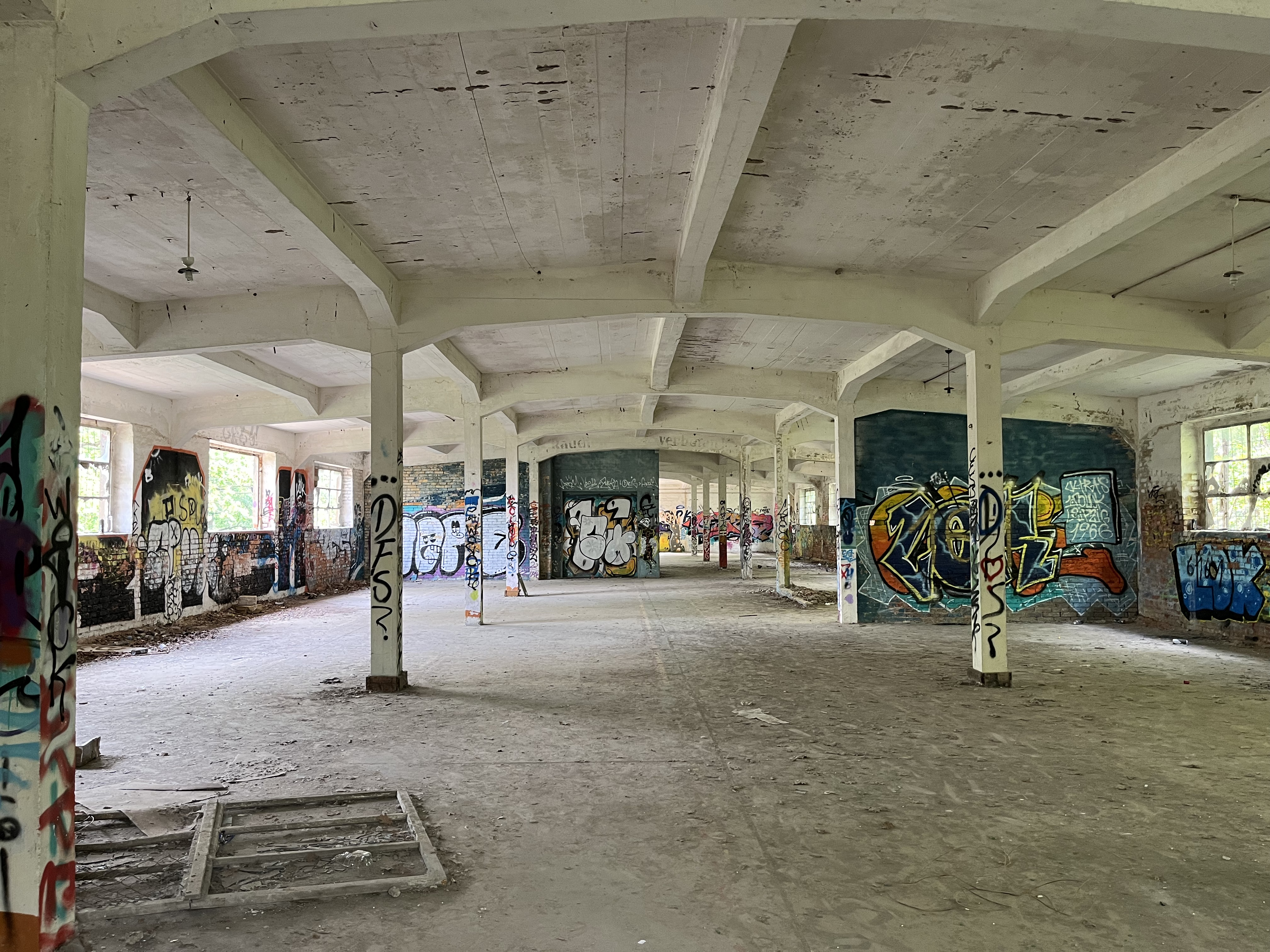
Obergeschoss im Bahnhof, Dachkonstruktion von Stahlbetonstützen getragen
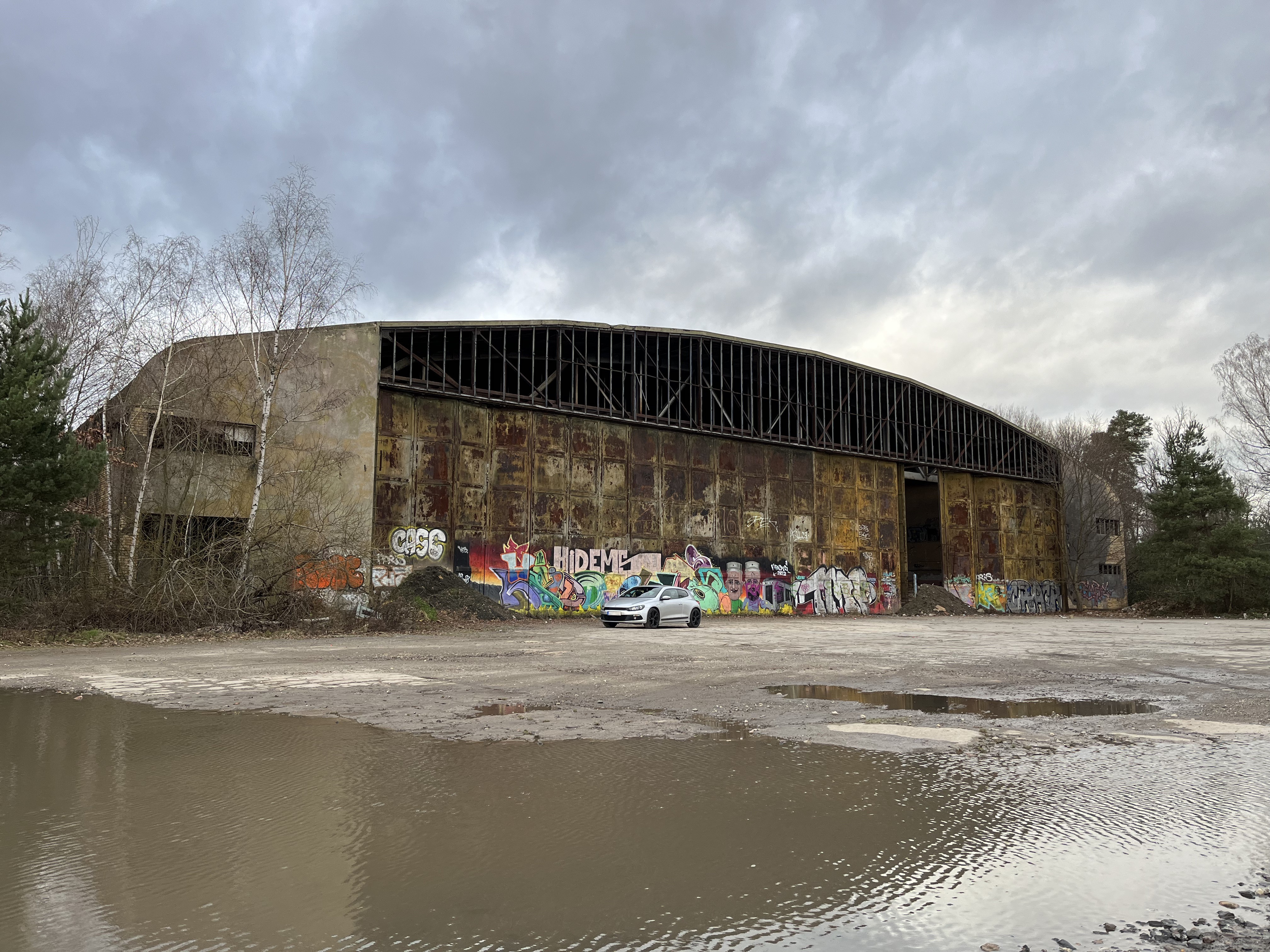
Werfthalle zur Flugzeugwartung
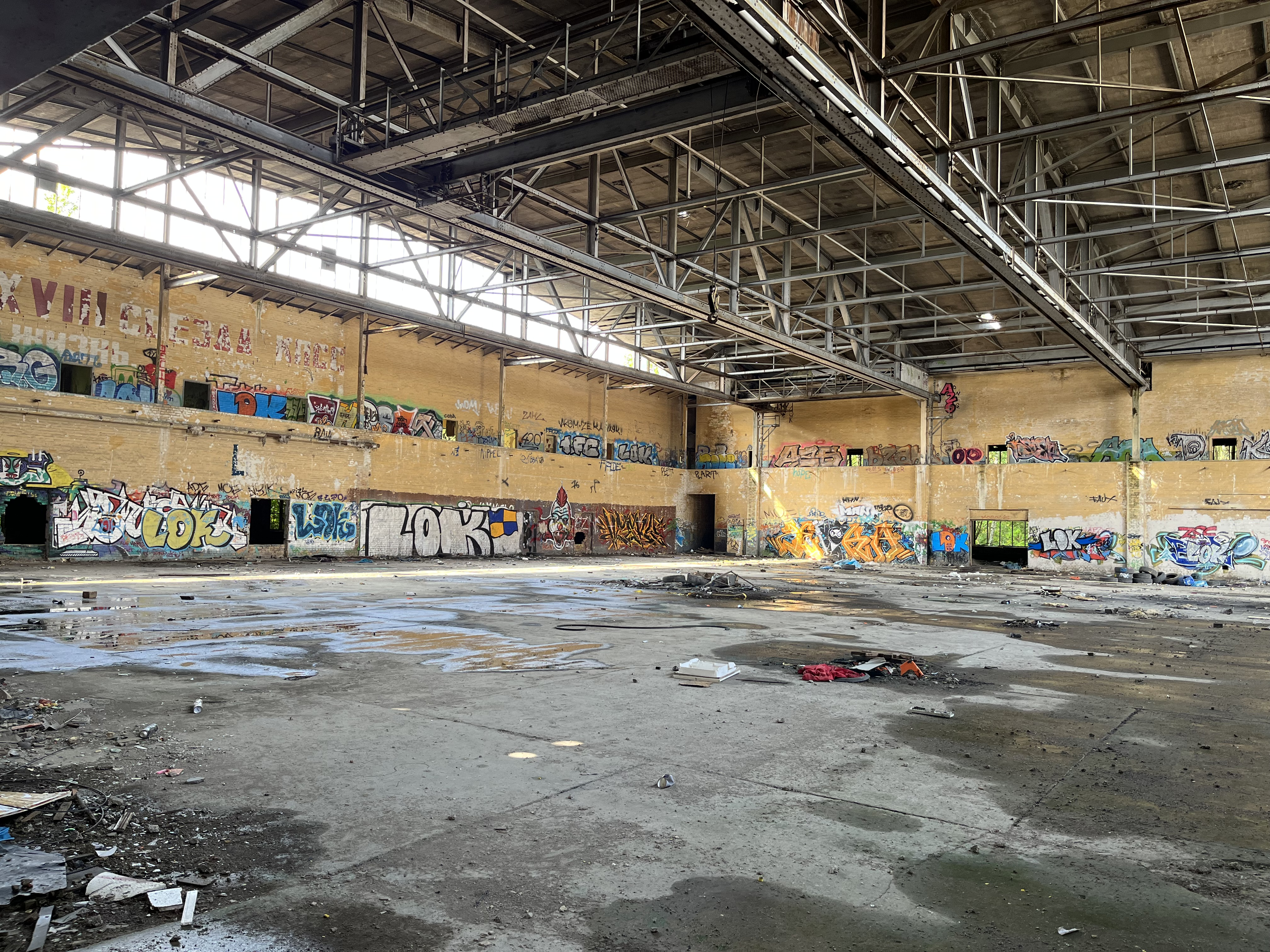
Werfthalle innen, Dachaufbau mit Stahlskelettkonstruktion
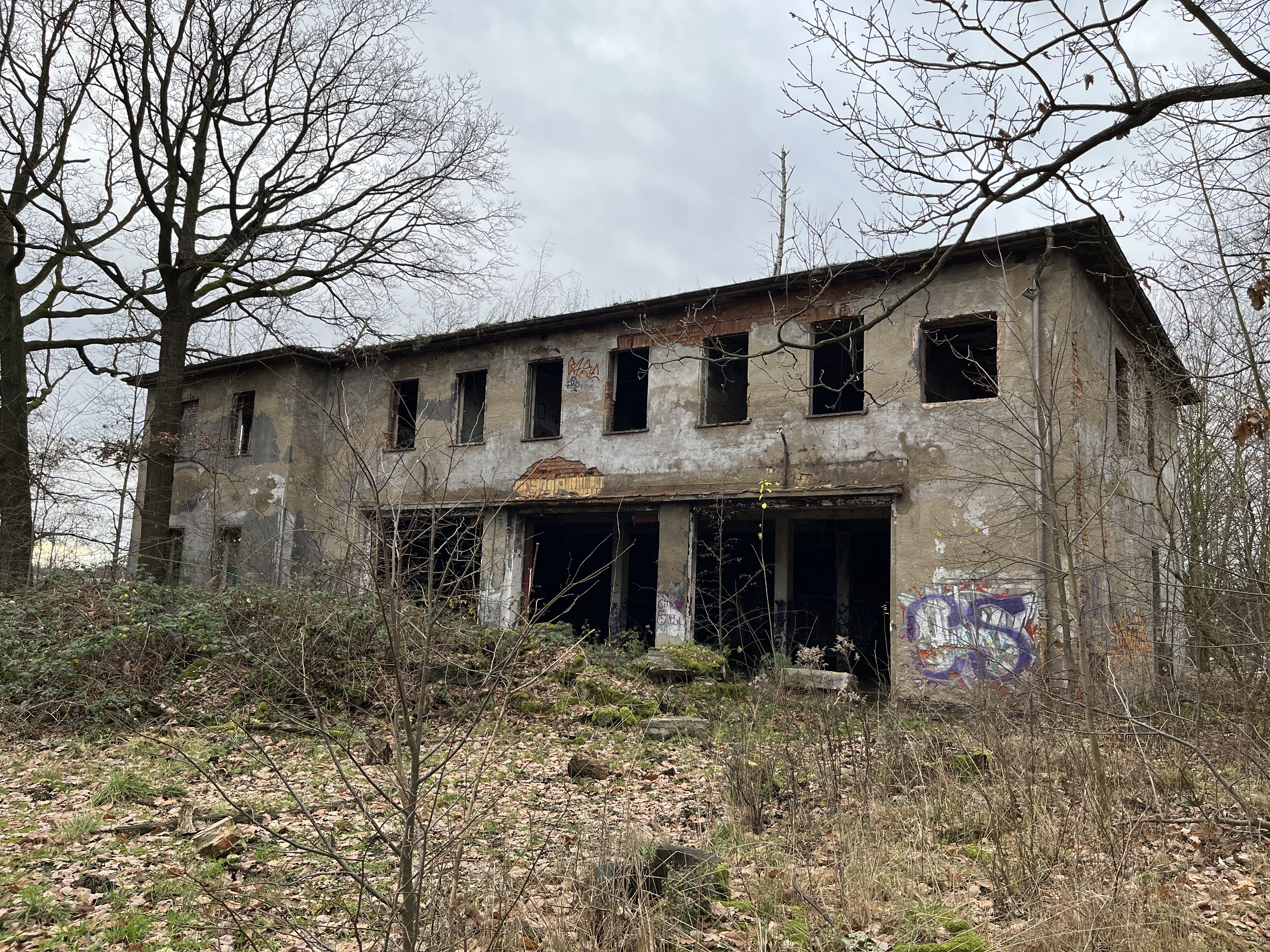
Feuerwache
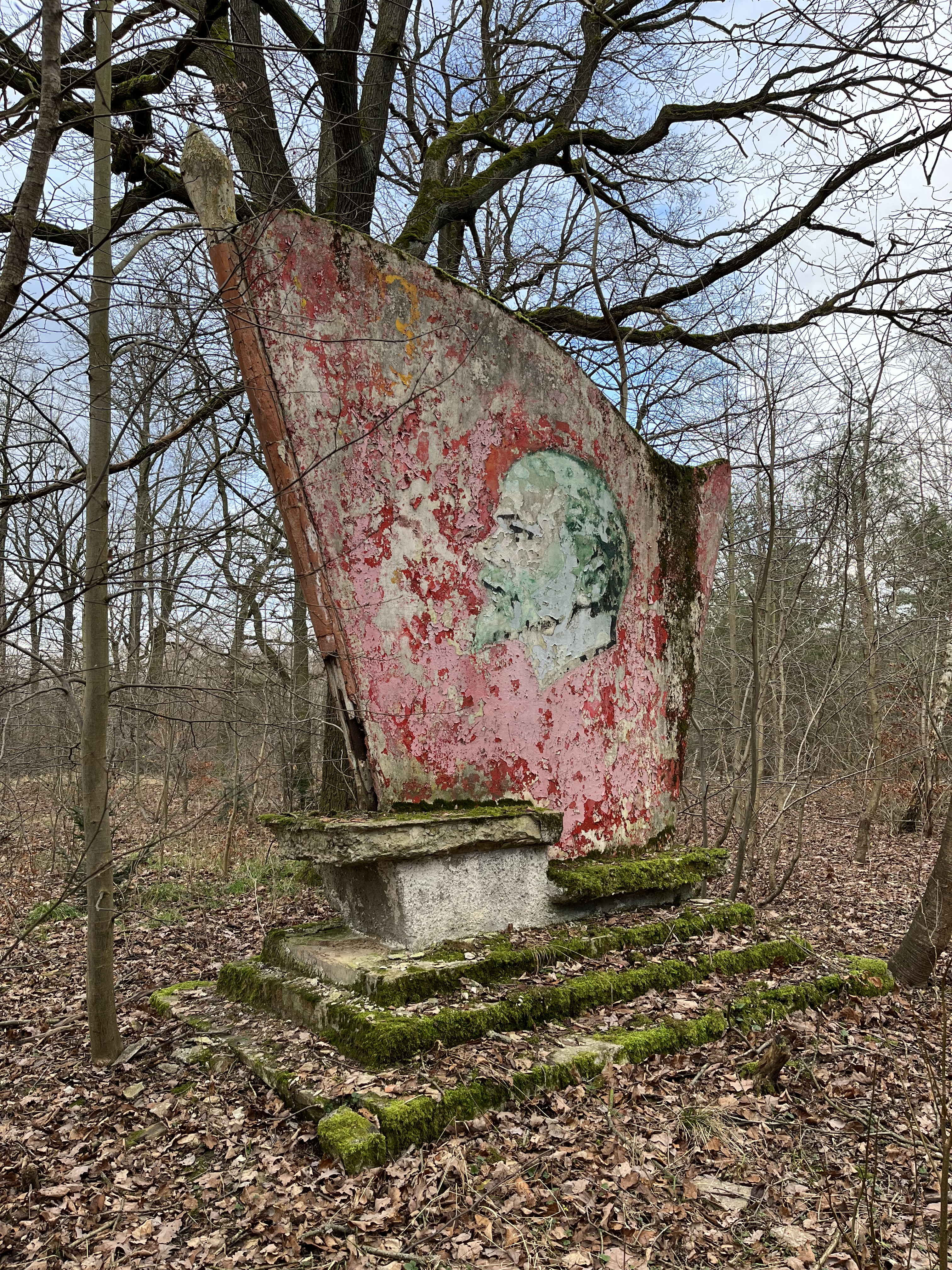
Lenin-Denkmal

## Quelle
- Der Standard (kostenpflichtig)